# Umarali Kuwwatow
Umarali Kuwwatow (tadż. Умаралӣ Қувватов; ur. 21 listopada 1968 w Duszanbe, zm. 5 marca 2015 w Stambule) – tadżycki przedsiębiorca i polityk, jeden z przywódców tadżyckiej opozycji wobec prezydenta Emomali Rahmona. Ukończył Tadżycki Uniwersytet Narodowy. Był szefem prywatnych przedsiębiorstw „Faroz” i „Todżiron”. Z powodów politycznych opuścił Tadżykistan i przeniósł się do Moskwy, gdzie w 2012 roku założył opozycyjny ruch „Grupa 24” i ogłosił, że jej głównym celem jest odsunięcie Rahmona od władzy. Dwa lata później Sąd Najwyższy Tadżykistanu uznał „Grupę 24” za "organizację ekstremistyczną" i nakazał zablokowanie jej strony internetowej. Przez kilka lat Umarali Kuwwatow ukrywał się za granicą i ostatnio przebywał na emigracji w Turcji. Władze Tadżykistanu domagały się ekstradycji polityka, oskarżając go o szereg przestępstw, w tym ekstremizm, przestępstwa gospodarcze i wzięcie zakładników. Turcja odmawiała ekstradycji Kuwwatowa. Został zamordowany w Stambule. Do zamachu doszło w stambulskiej dzielnicy Fatih. Zatrzymano trzech podejrzanych, którzy zamierzali go otruć zanim nieznany napastnik użył broni. Wszyscy byli obywatelami Tadżykistanu.